# 7586 Бісмарк
7586 Бісмарк (7586 Bismarck) — астероїд головного поясу, відкритий 13 вересня 1991 року.
Тіссеранів параметр щодо Юпітера — 3,296.